# Abaarso
Abaarso egy kisváros Szomália Woqooyi Galgeed északnyugati részében. Szomáliföld fővárosától 15 km-re fekszik és az Abaarso Tudományos és Technológiai Iskolának ad otthont.